# Championnat du monde des rallyes 1999
Navigation
1998 2000

## Épreuves
|                 |                          |                     |                       |
| Noir = Asphalte | Marron = Terre / Gravier | Bleu = Neige/ glace | Rouge = Surface mixte |

## Calendrier / Résultats
Résultats détaillés sur : juwra.com : résultats détaillés 1999
| Manche | Dates         | Rallye                     | Vainqueur         | Voiture                  |
| ------ | ------------- | -------------------------- | ----------------- | ------------------------ |
| 01     | 18/01 - 20/01 | Rallye Monte-Carlo         | Tommi Mäkinen     | Mitsubishi Lancer Evo VI |
| 02     | 12/02 - 14/02 | Rallye de Suède            | Tommi Mäkinen     | Mitsubishi Lancer Evo VI |
| 03     | 26/02 - 28/02 | Rallye Safari              | Colin McRae       | Ford Focus WRC           |
| 04     | 21/03 - 24/03 | Rallye du Portugal         | Colin McRae       | Ford Focus WRC           |
| 05     | 19/04 - 21/04 | Rallye de Catalogne        | Philippe Bugalski | Citroën Xsara Kit Car    |
| 06     | 10/05 - 12/05 | Tour de Corse              | Philippe Bugalski | Citroën Xsara Kit Car    |
| 07     | 23/05 - 26/05 | Rallye d'Argentine         | Juha Kankkunen    | Subaru Impreza WRC       |
| 08     | 07/06 - 09/06 | Rallye de l'Acropole       | Richard Burns     | Subaru Impreza WRC       |
| 09     | 16/07 - 18/07 | Rallye de Nouvelle-Zélande | Tommi Mäkinen     | Mitsubishi Lancer Evo VI |
| 10     | 20/08 - 22/08 | Rallye de Finlande         | Juha Kankkunen    | Subaru Impreza WRC       |
| 11     | 17/09 - 19/09 | Rallye de Chine            | Didier Auriol     | Toyota Corolla WRC       |
| 12     | 03/10 - 06/10 | Rallye Sanremo             | Tommi Mäkinen     | Mitsubishi Lancer Evo VI |
| 13     | 04/11 - 07/11 | Rallye d'Australie         | Richard Burns     | Subaru Impreza WRC       |
| 14     | 21/11 - 23/11 | Rallye de Grande-Bretagne  | Richard Burns     | Subaru Impreza WRC       |

## Classements

### Système de points en vigueur
| 10 pts | 6 pts | 4 pts | 3 pts | 2 pts | 1 pt | 3 pts | 2 pts | 1 pt |

| 10 pts | 6 pts | 4 pts | 3 pts | 2 pts | 1 pt | 3 pts | 2 pts | 1 pt |

1.  La spéciale télévisée a été disputée seulement lors du Tour de Corse et du rallye de Finlande, et seules les équipages qui avaient rallié l'arrivée pouvaient disputer cette spéciale. Le système a été oublié jusqu’à la saison 2011 où la FIA le réintroduit sous l'appellation « Power Stage »  pour favoriser le développement médiatique du WRC.

### Classement constructeurs
| Classement constructeurs | Classement constructeurs | Classement constructeurs | Classement constructeurs | Classement constructeurs | Classement constructeurs | Classement constructeurs | Classement constructeurs | Classement constructeurs | Classement constructeurs | Classement constructeurs | Classement constructeurs | Classement constructeurs | Classement constructeurs | Classement constructeurs | Classement constructeurs | Classement constructeurs |
| Rang                     | Constructeur             | MON                      | SWE                      | KEN                      | POR                      | ESP                      | FRA                      | ARG                      | GRE                      | NZL                      | FIN                      | CHN                      | ITA                      | AUS                      | GBR                      | Total                    |
| ------------------------ | ------------------------ | ------------------------ | ------------------------ | ------------------------ | ------------------------ | ------------------------ | ------------------------ | ------------------------ | ------------------------ | ------------------------ | ------------------------ | ------------------------ | ------------------------ | ------------------------ | ------------------------ | ------------------------ |
| 1                        | Toyota                   | 4                        | 9                        | 10                       | 10                       | 10                       | 14+4                     | 6                        | 6                        | 5                        | 4+3                      | 14                       | 4                        | 6                        | -                        | 109                      |
| 2                        | Subaru                   | 7                        | 3                        | -                        | 3                        | 5                        | 2                        | 16                       | 10                       | 6                        | 16                       | 9                        | 2                        | 10                       | 6                        | 91                       |
| 3                        | Mitsubishi               | 10                       | 10                       | -                        | 2                        | 10                       | 4+2                      | 3                        | 7                        | 11                       | 0+2                      | 0                        | 13                       | 7                        | 2                        | 83                       |
| 4                        | Ford                     | -                        | 4                        | 13                       | 11                       | -                        | 6                        | 1                        | -                        | -                        | -                        | -                        | 1                        | -                        | 1                        | 37                       |
| 5                        | SEAT                     | 5                        | -                        | 2                        | -                        | 1                        | -                        | -                        | -                        | 4                        | 3+1                      | 2                        | -                        | 1                        | 4                        | 23                       |
| 6                        | Peugeot                  | -                        | -                        | -                        | -                        | -                        | -                        | -                        | -                        | -                        | 3                        | -                        | 6                        | 2                        | -                        | 11                       |
| 7                        | Škoda                    | -                        | -                        | -                        | -                        | -                        | -                        | -                        | 3                        | -                        | -                        | -                        | -                        | -                        | 3                        | 6                        |

### Classement pilotes
| Classement pilotes | Classement pilotes | Classement pilotes | Classement pilotes | Classement pilotes | Classement pilotes | Classement pilotes | Classement pilotes | Classement pilotes | Classement pilotes | Classement pilotes | Classement pilotes | Classement pilotes | Classement pilotes | Classement pilotes | Classement pilotes | Classement pilotes |
| Rang               | Pilotes            | MON                | SWE                | KEN                | POR                | ESP                | FRA                | ARG                | GRE                | NZL                | FIN                | CHN                | ITA                | AUS                | GBR                | Total              |
| ------------------ | ------------------ | ------------------ | ------------------ | ------------------ | ------------------ | ------------------ | ------------------ | ------------------ | ------------------ | ------------------ | ------------------ | ------------------ | ------------------ | ------------------ | ------------------ | ------------------ |
| 1                  | Tommi Mäkinen      | 10                 | 10                 | -                  | 2                  | 4                  | 1+2                | 3                  | 4                  | 10                 | 0+2                | -                  | 10                 | 4                  | -                  | 62                 |
| 2                  | Richard Burns      | -                  | 2                  | -                  | 3                  | 2                  | -                  | 6                  | 10                 | -                  | 6                  | 6                  | -                  | 10                 | 10                 | 55                 |
| 3                  | Didier Auriol      | 4                  | 3                  | 6                  | 4                  | 6                  | 2+3                | 4                  | -                  | 3                  | 0+3                | 10                 | 4                  | -                  | -                  | 52                 |
| 4                  | Juha Kankkunen     | 6                  | 1                  | -                  | -                  | 1                  | -                  | 10                 | -                  | 6                  | 10                 | 3                  | 1                  | -                  | 6                  | 44                 |
| 5                  | Carlos Sainz       | -                  | 6                  | 4                  | 6                  | -                  | 4+1                | 2                  | 6                  | 1                  | 4                  | 4                  | -                  | 6                  | -                  | 44                 |
| 6                  | Colin McRae        | -                  | -                  | 10                 | 10                 | -                  | 3                  | -                  | -                  | -                  | -                  | -                  | -                  | -                  | -                  | 23                 |
| 7                  | Philippe Bugalski  | -                  | -                  | -                  | -                  | 10                 | 10                 | -                  | -                  | -                  | -                  | -                  | -                  | -                  | -                  | 20                 |
| 8                  | Freddy Loix        | -                  | -                  | -                  | -                  | 3                  | -                  | -                  | 3                  | -                  | -                  | -                  | 3                  | 3                  | 2                  | 14                 |
| 9                  | Harri Rovanperä    | -                  | -                  | 1                  | -                  | -                  | -                  | -                  | -                  | -                  | 2                  | 2                  | -                  | 1                  | 4                  | 10                 |
| 10                 | Jesús Puras        | -                  | -                  | -                  | -                  | -                  | 6                  | -                  | -                  | -                  | -                  | -                  | -                  | -                  | -                  | 6                  |
| 10                 | Gilles Panizzi     | -                  | -                  | -                  | -                  | -                  | -                  | -                  | -                  | -                  | -                  | -                  | 6                  | -                  | -                  | 6                  |
| 12                 | Toni Gardemeister  | -                  | -                  | -                  | -                  | -                  | -                  | -                  | -                  | 4                  | 1+1                | -                  | -                  | -                  | -                  | 6                  |
| 13                 | Thomas Rådström    | -                  | 4                  | -                  | -                  | -                  | -                  | 1                  | -                  | -                  | -                  | -                  | -                  | -                  | 1                  | 6                  |
| 14                 | Bruno Thiry        | 2                  | -                  | -                  | 1                  | -                  | -                  | -                  | -                  | -                  | -                  | -                  | -                  | -                  | 3                  | 6                  |
| 15                 | Marcus Grönholm    | -                  | -                  | -                  | -                  | -                  | -                  | -                  | -                  | -                  | 3                  | -                  | -                  | 2                  | -                  | 5                  |
| 16                 | François Delecour  | 3                  | -                  | -                  | -                  | -                  | -                  | -                  | -                  | -                  | -                  | -                  | -                  | -                  | -                  | 3                  |
| 16                 | Ian Duncan         | -                  | -                  | 3                  | -                  | -                  | -                  | -                  | -                  | -                  | -                  | -                  | -                  | -                  | -                  | 3                  |
| 18                 | Petter Solberg     | -                  | -                  | 2                  | -                  | -                  | -                  | -                  | -                  | -                  | -                  | -                  | -                  | -                  | -                  | 2                  |
| 18                 | Markko Märtin      | -                  | -                  | -                  | -                  | -                  | -                  | -                  | 2                  | -                  | -                  | -                  | -                  | -                  | -                  | 2                  |
| 18                 | Possum Bourne      | -                  | -                  | -                  | -                  | -                  | -                  | -                  | -                  | 2                  | -                  | -                  | -                  | -                  | -                  | 2                  |
| 18                 | Andrea Aghini      | -                  | -                  | -                  | -                  | -                  | -                  | -                  | -                  | -                  | -                  | -                  | 2                  | -                  | -                  | 2                  |
| 22                 | Piero Liatti       | 1                  | -                  | -                  | -                  | -                  | -                  | -                  | -                  | -                  | -                  | -                  | -                  | -                  | -                  | 1                  |
| 22                 | Leonídas Kyrkos    | -                  | -                  | -                  | -                  | -                  | -                  | -                  | 1                  | -                  | -                  | -                  | -                  | -                  | -                  | 1                  |
| 22                 | Volkan Işık        | -                  | -                  | -                  | -                  | -                  | -                  | -                  | -                  | -                  | -                  | 1                  | -                  | -                  | -                  | 1                  |